# Márcio Rossini
Márcio Antônio Rossini (Marília, 20 de setembro de 1960) é um ex-treinador e ex-futebolista brasileiro que atuava como zagueiro. Chegou a ficar conhecido como “Márcio, o malvado”, por suas duras entradas.

## Carreira

### Como jogador
Nascido e criado em Marília, no interior de São Paulo, chegou a integrar a equipe de natação do Yara Clube, da sua cidade natal.
Começou sua carreira futebolística em 1975 nas categorias de base do Marília. Se profissionalizou em 1978 e com apenas 18 anos já era capitão do clube.
Foi contratado pelo Santos em 1980, por 3,5 milhões de cruzeiros. Estreou em 23 de março, numa goleada por 4 a 1 sobre o Náutico na Vila Belmiro, pelo Campeonato Brasileiro. Em sua primeira temporada, enfrentou a concorrência de Joãozinho e Neto, e não conseguiu se firmar de imediato.
Na temporada seguinte, atuou em mais partidas como titular, e se consolidou na zaga santista em 1982.
Fez sucesso em 1983, chegando a ganhar o prêmio Bola de Prata e também no ano seguinte, quando, ao lado do companheiro de zaga Toninho Carlos, conquistou o Campeonato Paulista.
Em 1986, foi para o Bangu, onde adquiriu uma fama de zagueiro violento. Disputou 183 partidas pelo Bangu, sendo expulso quatro vezes. Permaneceu no clube carioca até 1989.
Após um curto período no Flamengo, retornou para mais um período na Vila Belmiro, em 1990. Se despediu em 22 de julho, contra o Ituano. Somando-se as duas passagens pelo Santos, foram 277 jogos com a camisa alvinegra e 15 gols marcados. Transferiu-se para o Internacional no mesmo ano.
A carreira do zagueiro se encerrou em 1995, no Marília Atlético Clube.

#### Seleção Brasileira
Integrou a Seleção Brasileira de novos e foi titular no torneio Sul-Americano de Juniores e no Pré-Olímpico de 1979.
Estreou pela Seleção Brasileira principal em amistoso no Maracanã, com vitória sobre o Chile por 3 a 2. Foi titular no vice-campeonato da Copa América de 1983, quando o Brasil perdeu nas finais para o Uruguai. Seu primeiro e único gol pela Seleção foi no empate em 3–3, num amistoso contra a Suécia no Estádio Ullevi, na cidade sueca de Gotemburgo, em 22 de junho de 1983.
No total pela Seleção principal, Márcio disputou um total de 13 jogos, obtendo cinco vitórias, sete empates e apenas uma derrota.

### Como treinador
Após encerrar sua carreira no Marília, em 1995, simultaneamente Márcio iniciou sua carreira de treinador no próprio MAC.
Dirigiu ainda Noroeste, Garça, Rio Preto (onde foi Campeão Paulista da Série A3 em 1999), América-SP, Mirassol, Olímpia, União São João e Vila Nova.

### Como gerente de futebol
Sem sucesso na carreira como técnico, Rossini foi anunciado como gerente de futebol do Marília em março de 2011, permanecendo no cargo até fevereiro de 2016.

## Títulos

### Como jogador
Santos
- Campeonato Paulista: 1984

### Como treinador
Rio Preto
- Campeonato Paulista - Série A3: 1999

### Prêmios individuais
- Bola de Prata da revista Placar: 1983